# Мазаме-1
Мазаме́-1 (фр. Mazamet-1) — кантон во Франции, находится в регионе Юг-Пиренеи, департамент Тарн. Входит в состав округа Кастр.
Код INSEE кантона — 8116. В состав кантона входит 8 коммун и часть коммуны Мазаме. Центральный офис расположен в Мазаме.
Кантон был образован 22 марта 2015 года. В состав новообразованного кантона вошли коммуны упразднённых кантонов Лабрюгьер (3 коммуны), Мазаме-Сюд-Уэст (3 коммуны), Мазаме-Нор-Эст (2 коммуны) и часть коммуны Мазаме.

## История
Новая норма административного деления, созданная декретом от 17 февраля 2014 года, вступила в силу на первых региональных (территориальных) выборах (новый тип выборов во Франции). Таким образом, единые территориальные выборы заменяют два вида голосования, существовавших до сих пор: региональные выборы и кантональные выборы (выборы генеральных советников). Первые выборы такого типа, на которых избирают одновременно и региональных советников (членов парламентов французских регионов), и генеральных советников (членов парламентов французских департаментов), состоялись в два тура 22 и 29 марта 2015 года. Эта дата официально считается датой создания новых кантонов и упразднения части старых. Начиная с этих выборов, советники избираются по смешанной системе (мажоритарной и пропорциональной). Избиратели каждого кантона выбирают Совет департамента (новое название генерального Совета): двух советников разного пола. Этот новый механизм голосования потребовал перераспределения коммун по кантонам, количество которых в департаменте уменьшилось вдвое с округлением итоговой величины вверх до нечётного числа в соответствии с условиями минимального порога, определённого статьёй 4 закона от 17 мая 2013 года.

## Население
Население кантона на 2015 год составляло … человек.

## Коммуны кантона
| Коммуна         | Население, чел. (2012) | Почтовый индекс | Код INSEE |
| --------------- | ---------------------- | --------------- | --------- |
| Буасезон        | 403                    | 81490           | 81034     |
| Вальдюранк      | 827                    | 81090           | 81307     |
| Кокальер        | 307                    | 81200           | 81066     |
| Лагарриг        | 1795                   | 81090           | 81130     |
| Мазаме          |                        | 81200           | 81163     |
| Ноайак          | 836                    | 81490           | 81196     |
| Оссийон         | 6167                   | 81200           | 81021     |
| Перен-Огмонтель | 2201                   | 81660           | 81204     |
| Эгфонд          | 2626                   | 81200           | 81002     |